# Fédération nationale des professionnels de la vente CGT
La Fédération nationale des professionnels de la vente CGT qui regroupe les VRP, les commerciaux, les cadres commerciaux et les vendeurs itinérants est une fédération de la confédération générale du travail.

## Description
La fédération est fondée en 1891 et s'affilie dès 1897 à la Confédération générale du travail au sein de la Fédération des Employés.
En 1936, elle devient Fédération à part entière.
Elle regroupe des syndicats départementaux et des syndicats d'entreprises qui s'organisent pour la défense des intérêts des salariés de ce secteur d'activité. 
Depuis le congrès de 2014, la Fédération a pris le nom de Fédération des Commerciaux CGT.